# Ners
Ners település Franciaországban, Gard megyében. Lakosainak száma 791 fő (2022. január 1.). Ners Vézénobres, Boucoiran-et-Nozières, Cassagnoles, Cruviers-Lascours, Martignargues és Maruéjols-lès-Gardon községekkel határos.

## Népesség
A település népességének változása:
| Lakosok száma | 357  | 473  | 544  | 665  | 733  | 727  | 702  | 710  | 712  | 791  |
|               | 1968 | 1982 | 1990 | 2006 | 2013 | 2015 | 2017 | 2019 | 2020 | 2022 |